# Kenny Martín Pérez
Kenny Martín Pérez (Colombia, 10 de agosto de 1994) es un atleta colombiano especializado en la prueba de 10 km marcha, en la que consiguió ser subcampeón mundial juvenil en 2011.

## Carrera deportiva
En el Campeonato Mundial Juvenil de Atletismo de 2011 ganó la medalla de plata en los 10 km marcha, llegando a meta en un tiempo de 40:59.25 segundos que fue su mejor marca personal, tras el ruso Pavel Parshin y por delante del mexicano Erwin González.